# Rothesay Open 2024
Il Rothesay Open 2024 è stato un torneo di tennis professionistico maschile e femminile. È stata la 18ª edizione del torneo per le donne facente parte della categoria WTA 250 con un montepremi di 267 082 $. È stata invece la 38ª per gli uomini facente parte della categoria Challenger 125 dell'ATP Challenger Tour 2024, con un montepremi di 148 625 €. Si è disputata dal 10 al 16 giugno 2024 sui campi in erba del Nottingham Tennis Centre di Nottingham nel Regno Unito.

## Partecipanti singolare maschile

### Teste di serie
| Nazionalità          | Giocatore      | Ranking* | Testa di serie |
| -------------------- | -------------- | -------- | -------------- |
| Regno Unito          | Cameron Norrie | 33       | 1              |
| Regno Unito          | Daniel Evans   | 62       | 2              |
| Cina                 | Shang Juncheng | 92       | 3              |
| Francia              | Harold Mayot   | 122      | 4              |
| Stati Uniti          | Emilio Nava    | 126      | 5              |
| Bosnia ed Erzegovina | Damir Džumhur  | 128      | 6              |
| Croazia              | Duje Ajduković | 129      | 7              |
| Sudafrica            | Lloyd Harris   | 132      | 8              |

* Ranking al 27 maggio 2024.

### Altri partecipanti
I seguenti giocatori hanno ricevuto una wild card per il tabellone principale:
- Arthur Fery
- Paul Jubb
- Cameron Norrie

I seguenti giocatori sono entrati in tabellone come alternate:
- Bu Yunchaokete
- Billy Harris
- Marc Polmans

I seguenti giocatori sono passati dalle qualificazioni:
- Henry Searle
- Alex Bolt
- Jacob Fearnley
- Jack Pinnington Jones
- Sho Shimabukuro
- Charles Broom

## Partecipanti doppio maschile

### Teste di serie
| Nazione   | Giocatore                   | Ranking* | Nazione     | Giocatore               | Ranking* | Teste di serie |
| --------- | --------------------------- | -------- | ----------- | ----------------------- | -------- | -------------- |
| Australia | John Peers                  | 43       | Regno Unito | Marcus Willis           | 110      | 1              |
| Svezia    | André Göransson             | 90       | Paesi Bassi | Sem Verbeek             | 76       | 2              |
| India     | Anirudh Chandrasekar        | 96       | India       | Arjun Kadhe             | 98       | 3              |
| India     | Rithvik Choudary Bollipalli | 115      | India       | Niki Kaliyanda Poonacha | 104      | 4              |

* Ranking al 27 maggio 2024.

### Altri partecipanti
Le seguenti coppie hanno ricevuto una wild card per il tabellone principale:
- Aidan McHugh /  Jack Pinnington Jones
- Charles Broom /  Ben Jones

## Partecipanti singolare femminile

### Teste di serie
| Paese       | Giocatrice        | Ranking* | Testa di serie |
| ----------- | ----------------- | -------- | -------------- |
| Tunisia     | Ons Jabeur        | 9        | 1              |
| Ucraina     | Marta Kostjuk     | 20       | 2              |
| Regno Unito | Katie Boulter     | 28       | 3              |
| Francia     | Clara Burel       | 44       | 4              |
| Polonia     | Magdalena Fręch   | 49       | 5              |
| Rep. Ceca   | Karolína Plíšková | 52       | 6              |
| Cina        | Zhu Lin           | 58       | 7              |
| Stati Uniti | Caroline Dolehide | 60       | 8              |

* Ranking al 27 maggio 2024.

### Altre partecipanti
Le seguenti giocatrici hanno ricevuto una wildcard per il tabellone principale:
- Francesca Jones
- Marta Kostjuk
- Emma Raducanu
- Heather Watson

Le seguenti giocatrici sono passate dalle qualificazioni:

- Emily Appleton
- Kimberly Birrell
- Linda Fruhvirtová
- Rebecca Marino
- Ena Shibahara
- Lucrezia Stefanini

### Ritiri
Prima del torneo
- Jaqueline Cristian → sostituita da  Alycia Parks
- Barbora Krejčiková → sostituita da  Darija Snihur
- Anastasija Pavljučenkova → sostituita da  Emiliana Arango
- Lesja Curenko → sostituita da  Lily Miyazaki

## Partecipanti doppio femminile

### Teste di serie
| Nazione     | Giocatore                | Nazione       | Giocatore        | RankING* | Teste di serie |
| ----------- | ------------------------ | ------------- | ---------------- | -------- | -------------- |
| Canada      | Gabriela Dabrowski       | Nuova Zelanda | Erin Routliffe   | 8        | 1              |
| Stati Uniti | Nicole Melichar-Martinez | Australia     | Ellen Perez      | 14       | 2              |
| Stati Uniti | Caroline Dolehide        | Stati Uniti   | Desirae Krawczyk | 37       | 3              |
| Giappone    | Ena Shibahara            | Regno Unito   | Heather Watson   | 71       | 4              |

*Ranking al 27 maggio 2024.

### Altre partecipanti
Le seguenti coppie hanno ricevuto una wild card per il tabellone principale:
- Sarah Beth Grey /  Tara Moore

## Punti
| Evento              | V   | F   | SF | QF | 2T   | 1T | Q    | Q2   | Q1   |
| Singolare maschile  | 125 | 64  | 35 | 16 | 8    | 0  | 5    | 3    | 0    |
| Doppio maschile     | 125 | 75  | 45 | 25 | N.D. | 0  | N.D. | N.D. | N.D. |
| Singolare femminile | 250 | 163 | 98 | 54 | 30   | 1  | 18   | 12   | 1    |
| Doppio femminile    | 250 | 163 | 98 | 54 | N.D. | 1  | N.D. | N.D. | N.D. |

## Montepremi
| Evento              | V        | F        | SF       | QF      | 2T      | 1T      | Q2      | Q1      |
| Singolare maschile  | 20 300 € | 11 955 € | 7 075 €  | 4 120 € | 2 420 € | 1 465 € | 730 €   | 370 €   |
| Doppio maschile*    | 8 450 €  | 4 870 €  | 2 940 €  | 1 750 € | N.D.    | 990 €   | N.D.    | N.D.    |
| Singolare femminile | 35 250 $ | 20 830 $ | 11 610 $ | 6 608 $ | 4 040 $ | 2 890 $ | 2 140 $ | 1 380 $ |
| Doppio femminile*   | 12 820 $ | 7 210 $  | 4 140 $  | 2 470 $ | N.D.    | 1 900 $ | N.D.    | N.D.    |

*per team

## Campioni

### Singolare maschile
Jacob Fearnley ha sconfitto in finale  Charles Broom con il punteggio di 4–6, 6–4, 6–3.

### Singolare femminile
Katie Boulter ha sconfitto in finale  Karolína Plíšková con il punteggio di 4-6, 6-3, 6-2.
- É il terzo titolo in carriera per Boulter, il secondo della stagione.

### Doppio maschile
John Peers /  Marcus Willis hanno sconfitto in finale  Harold Mayot /  Luke Saville con il punteggio di 6–1, 6(1)–7, [10–7].

### Doppio femminile
Gabriela Dabrowski /  Erin Routliffe hanno sconfitto in finale  Harriet Dart /  Diane Parry con il punteggio di 5-7, 6-3, [11-9].